# Franziska Becker (Moderatorin)
Franziska Becker (* 1968 in Eutin) ist eine deutsche ehemalige Fernsehmoderatorin.
Sie machte 1988 das Abitur an der Kieler Gelehrtenschule. Im Oktober 1988 begann sie ein Volontariat beim Privatsender Pro Radio 4 (heute Radio RPR).
1991 begann sie die Fernsehlaufbahn beim Regionalprogramm von Sat.1 ("Wir im Südwesten"). 1992 folgten Programmansagen bei „SAT 1 national“, später arbeitete sie unter anderem mit bei „Frieda, das Morgenmagazin“ von tm3, „Moonlight – die Datingshow“ bei Kanal 4, „Boulevard Europa“ beim WDR und zuletzt Weck Up, das Sonntagsmorgenmagazin von Sat. 1.
1999 beendete Becker ihre Fernsehkarriere, um mit ihrem Mann in die Vereinigten Staaten zu gehen.
| Personendaten    | Personendaten               |
| ---------------- | --------------------------- |
| NAME             | Becker, Franziska           |
| KURZBESCHREIBUNG | deutsche Fernsehmoderatorin |
| GEBURTSDATUM     | 1968                        |
| GEBURTSORT       | Eutin                       |